# Veerse Meer

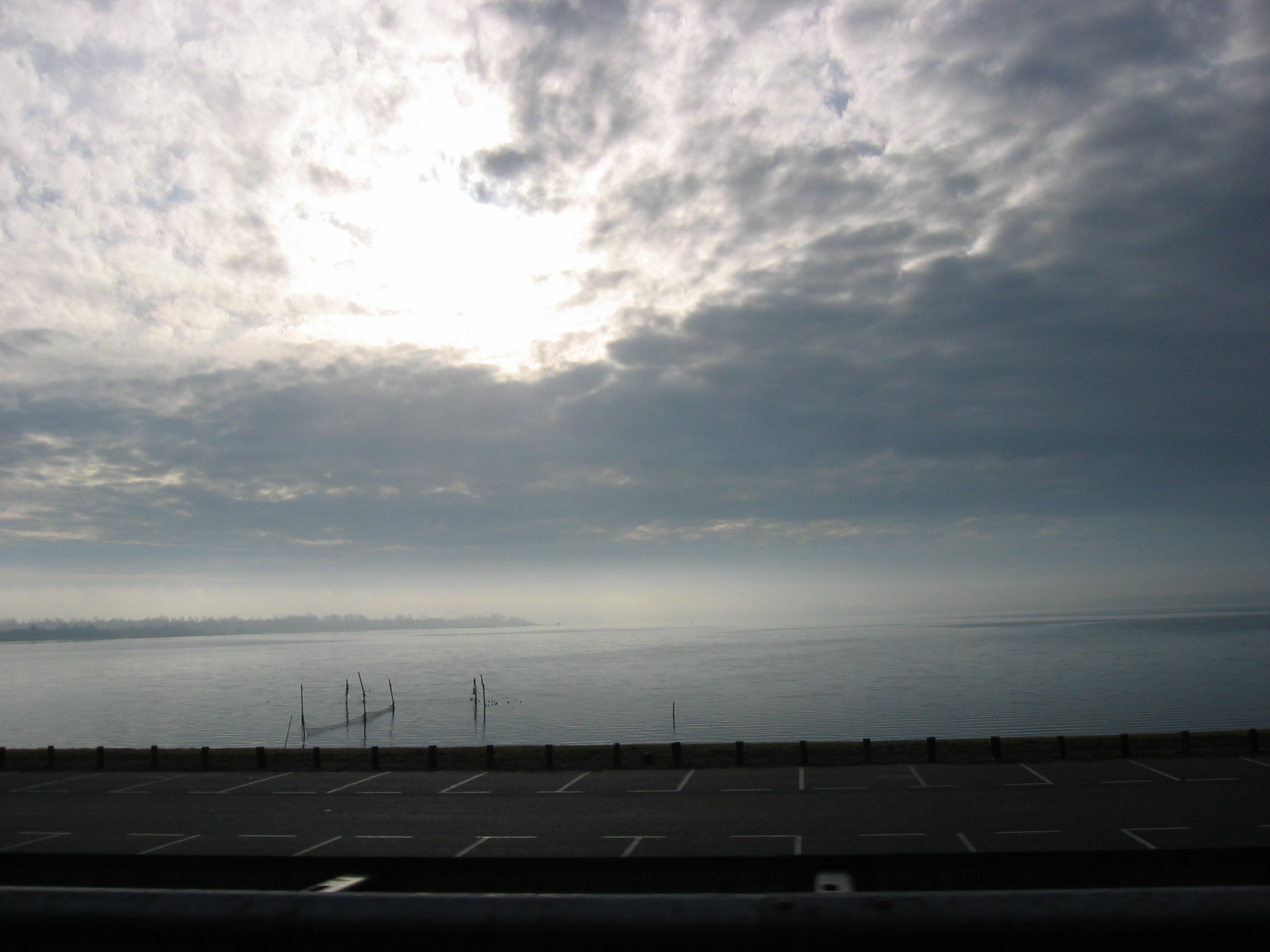
Veerse Meer sedd från riksväg N57

Veerse Meer är en konstgjord insjö i den nederländska provinsen Zeeland, som skapades då Veerse Gat blev stängd med Veerse Gatdammen år 1961. Dämningen är en del av Deltaprojektet. Veerse Meer ligger på nordsidan av Walcheren och Zuid-Beveland, och söder om Noord-Beveland. I väständen av sjön skiljer Veerse Gatdämningen den från Nordsjön, medan dess östgräns med Oosterschelde utgörs av Zandkreekdammen som blev stängd den 3 maj 1960.
Sjön är 22 kilometer lång och upptar 2 030 hektar när nivån är på samma höjd som NAP. Bredden varierar från 150 meter på det smalaste till 1 500 medan botten ligger genomsnittligt fem meter under ytan. Det högst uppmätta djupet ligger på 25 meter. I sjön finns det 13 obebodda öar.
Vattnet i Veerse Meer är blandat och saltinnehållet varierar. Från maj 2004 släpps saltvatten in från Nordsjön, detta förorsakar tidvattnet med en nivåskillnad på omkring 14 centimeter samt en ökning av saltinnehåll. Detta är för övrigt ett av de få ställena i Nederländerna där Zuiderzeekrabban (Rhithropanopeus harrisii), Trompetkalkkokerworm (nederländska namnet) (Ficopomatus enigmaticus) och Palingbrood (nederländskt namn) (Electra crustulenta) finns.
Insjön är ett populärt resemål för seglare, sportfiskare och dykare. Den har 3 500 platser för lustbåtar och ett antal platser där dykning pågår finns också, bland annat norr om Wolphaartsdijk och väster om Veere. Runt 12 000 öringar sättes årligen ut här, halvparten är bäcköringen (Salmo trutta fario) medan resten är regnbågsöring (Salmo gairdneri).
- Wikimedia Commons har media som rör Veerse Meer.